# 5808 Бабель
5808 Ба́бель (5808 Babelʹ) — астероїд головного поясу, відкритий 27 серпня 1987 року.
Тіссеранів параметр щодо Юпітера — 3,217.